# Brudermühlsteg
Der Brudermühlsteg ist eine Brücke in München. Sie ist Bestandteil des Mittleren Rings.

## Lage
Der Brudermühlsteg liegt im Münchner Stadtteil Sendling in der Verlängerung der Brudermühlbrücke. Er führt die Brudermühlstraße am Heizkraftwerk Süd über den Großen Stadtbach vom linken Isarufer zum Flaucher.

## Geschichte
Bereits bei der ersten Errichtung der Brudermühlbrücke 1904 wurde in deren Verlängerung eine Holzbrücke über den Großen Stadtbach errichtet. 1927 wurde diese Holzbrücke durch eine Brücke aus Eisenbeton ersetzt. Diese Brücke wurde im Zweiten Weltkrieg teilweise zerstört und nach dem Krieg wiederhergestellt. 1965/66 wurde die Brücke durch einen breiteren Neubau ersetzt. Im Rahmen des Baus des Brudermühltunnels, der direkt am Brudermühlsteg endet, erfolgte 1989 noch einmal ein Neubau der Brücke.

## Beschreibung
Der Brudermühlsteg ist eine Balkenbrücke. Sie ist relativ kurz, ihre Länge beträgt nur etwa 40 m. Da die Brudermühlstraße hier aber schon aufgeteilt ist in die sechsspurige Hauptstraße, die etwa 50 m hinter dem Steg in den Brudermühltunnel mündet, und zwei zweispurige Abfahrten auf beiden Seiten, gehen insgesamt 10 Fahrspuren über die Brücke hinweg. Daraus ergibt sich auch ihre große Breite von etwa 60 m.